# Thalna
Thalna a fost zeița nașterilor din mitologia etruscă.
Thalna era asociată cu zeul cerului, Tin. Întotdeauna a fost reprezentată ca o femeie tânără.